# Oscar De Pellegrin
Oscar Ugo De Pellegrin (Belluno, 17 mei 1963) is een Italiaans boogschutter en schutter.
De Pellegrin heeft een dwarslaesie. Hij won meerdere nationale en internationale prijzen met boogschieten. In 2000 deed hij voor het eerst mee aan de Paralympische Zomerspelen. Met het team won hij goud, individueel de bronzen medaille. In 2004 viel hij buiten de prijzen. Op de Spelen in Peking (2008) behaalde hij met het team een bronzen medaille.
Naast boogschieten doet De Pellegrin aan schietsport met een luchtgeweer. Hij behoorde zowel individueel als met het Italiaans team meerdere keren bij de top 3 op het Europees en Wereldkampioenschap.

## Palmares
| 1997 EK (team) EK (individueel) 2000 Paralympische Zomerspelen (team) Paralympische Zomerspelen (individueel) 2002 EK (team) 2003 WK (individueel) 2004 Europees Grand Prix (individueel) Europees Grand Prix (team) | 2005 WK 2006 EK 2007 WK 2008 Paralympische Zomerspelen (team) |